# TvOne (Indonesia)
tvOne es un canal privado indonesio basada en Yakarta Del este. Lo Utilizado para ser sabido cuando Lativi, pero cambió su nombre después de un intercambio de propiedad en febrero de 2008. tvOne Está poseído por Visi Asia de Medios de comunicación.
La primera transmisión aireó encima enero 17, 2002 en 16:00 WIB, y era oficialmente lanzado encima julio 30, 2002 en 19:00 WIB. La transmisión final y retransmitir aireado encima febrero 14, 2008 en 19:30 WIB. La red era entonces vendida por Abdul Latief y los dueños nuevos cambiaron el nombre de Lativi a tvOne.

## Historia

### Tan Lativi
Tan parte del boom en estaciones televisivas nacionales en el @2000s, Lativi era uno de cinco redes televisivas nacionales nuevas qué estuvo concedido una licencia para retransmitir nationwide en Indonesia. Sea inicialmente poseído por Abdul Latief, anteriormente Ministro de Trabajo y también un famoso entrepreneur.

### Controversia
En tardío 2006, Lativi estuvo implicado en una controversia con respecto a un chico de 9 años quién murió después de padecer los daños presuntamente relacionados con mirar SmackDown! (Anteriormente retransmitido por RCTI). A pesar de que nada estuvo probado con respecto a las circunstancias de la muerte, Lativi succumbed y estiró todo de su WWE programas del aire encima noviembre 29, 2006. [cita requerida].

### Después de Lativi bancarrota
Por 2007, la propiedad de la red había transferido a Aburizal Bakrie y Erick Thohir (cuando director de presidente) debido a deuda y administración de red pobre.
Entonces el marido y equipo de mujer de Divi Lukmansyah y Nane Nindya ancló el primer telediario. La red televisiva oficialmente empezó retransmitir encima-airear tan tvOne el jueves, 14 de febrero de 2008 en 19:30 tiempo local. Esté abierto por entonces Presidente de Indonesia, Susilo Bambang Yudhoyono y Vicepresidente de Indonesia, Jusuf Kalla, en Merdeka Palacio en Yakarta. Anindya Bakrie (El hijo de Aburizal Bakrie) estuvo nombrado como el Comisario de Jefe y Erick Thohir como el Director de Presidente.
tvOne Era el segundo canal televisivo indonesio para ser oficialmente inaugurado por el Presidente de Indonesia él.

## Red doméstica e internacional
tvOne Tuvo una red doméstica e internacional en:
- Doha, Qatar
- Polonia, Medan
- Kuala Lumpur, Malasia
- Melbourne, Australia
- Moscú, Rusia
- Múnich, Alemania
- Nueva York, EE.UU.
- Karanganyar, Central Java
- Rappocini, Makassar
- Jemursari, Surabaya

## Programación actual
tvOne Retransmite una mezcla de noticioso y deportes. La red es ahora más apuntada hacia Un y B socio-grupos económicos. Actualmente, tvOne retransmite formal y asuntos noticiosos y actuales diarios programando durante el programa diario y algunos deportes y los acontecimientos vivos que programan encima más fines de semana y weeknights. Aparte de sus boletines noticiosos diarios, tvOne retransmite un tres-minuto resumen noticioso cada hora fuera de sus boletines y noticias de última hora vivas.

### NewsOne
- Kabar Pagi - Una mañana de dos horas boletín noticioso en 04:30 WIB con reportajes de interés nacionales e internacionales diarios. Deviene un-hora 30-minuto boletín noticioso en los fines de semana que acaban en 06:00 WIB.
- Kabar Siang - Una hora de comer de dos horas boletín noticioso en 11:30 WIB con indonesio y acontecimientos noticiosos internacionales e informes. Deviene un-hora boletín noticioso en los fines de semana en 11:00 WIB
- Kabar Pasar - Un 30-minuto boletín noticioso empresarial en 09.30 & 15:00 WIB. Kabar Pasar Muestra toda la información más tardía de financiar noticioso.
- Bedah Kasus - Un delito de 30 minutos boletín noticioso en 16:30 WIB.
- Kabar Petang - Un anochecer de dos horas boletín noticioso en 17:00 WIB con diálogos noticiosos e historias superiores de alrededor del mundiales e Indonesia. Durante este programa, noticioso de otras regiones dentro Indonesia está mostrada por regional newsrooms en cuatro regiones (Medan, Surabaya, Banjarmasin y Ujungpandang). Deviene un dos-hora
- Kabar Malam - Un 90-minuto por la noche boletín noticioso en 21:00 WIB summarising todo de las historias superiores a través de Indonesia y otras áreas del anteriores veinticuatro horas (WIB tiempo).
- Kabar #Arena - Unos deportes de 30 minutos boletín noticioso en 11:00 WIB y 22:30 WIB. Kabar El #arena muestra toda la información más tardía en el mundo de deportes, de Indonesia y alrededor del mundo.

### TalkshowOne
- Apa Kabar Indonesia - Una mañana de 2 horas talkshow en 06:30 WIB todos los días, basado en el más tardío y temas noticiosos actuales y acontecimientos en Indonesia y alrededor del mundo. Este programa está retransmitido vivo de Wisma Nusantara, Yakarta Central y Epicentrum Paseo, Yakarta Del sur.
- Rotura de café - Un 60-minuto talkshow, anteriormente parte de una hora extendida de Apa Kabar Indonesia, en 10:00 WIB, vivo del piso de tierra de Epicentrum Paseo, Yakarta.
- Apa Kabar Indonesia Malam - Un 60-minuto nightly talkshow en 20:30 WIB con discusiones noticiosas e interactivas. Este programa trae todo el más tardío diario noticioso de Indonesia y en todo el mundo, seguido por un interactivo talkshow con varios temas noticiosos calientes del día.
- El club de Abogado de Indonesia - Un 210-minuto talkshow en 19:30 WIB martes, hosted por Karni Ilyas, basados en los asuntos más tardíos que pasan en Indonesia, con una congregación de abogados y miembros de parlamento de Indonesia que comparte sus opiniones y análisis.

### Sport One
- Live World Boxing
- Boxing Legend (ahora Best World Boxing)
- One Prid MMA
- Fit, Fresh & Fun

### RealityOne
- Damai Indonesiaku
- Dari Langit
- Indonesia Mengingat
- Menyingkap Tabir
- Nama dan Peristiwa
- Selera Asal
- Telusur

### InfoOne
- Bumi dan Manusia
- Orang Dekat
- Rupa Indonesia
- Warisan Dunia

### TalkshowOne
- Apa Kabar Indonesia Malam
- Apa Kabar Indonesia Pagi
- Benang Merah
- Coffee Break
- Meja Bundar
- Satu Mermelada Lebih Dekat
- Suara Rakyat

## Anclas actuales
- Abraham Silaban
- Alfath Tauhid
- Aryo Widiardi
- Bagus Priambodo
- Bayu Andrianto
- Brigita Manohara
- Cindy Sistyarani
- Dewi Budianti
- Divi Lukmansyah
- Dwi Anggia
- Fenny Anastasia
- Indiarto Priadi (Ex-ancla noticiosa Liputan 6 SCTV)
- Indy Rahmawati (Ex-ancla noticiosa Liputan 6 SCTV)
- Ike Suharjo
- Muhammad Rizky
- Nane Nindya
- Ovi Dian
- Paramitha Soemantri
- Putri Violla
- Seera Safira
- Shinta Puspitasari
- Stephanie Susanto
- Winda Irawan
- Winny Charita
- Yaumi Fitri
- Yenny Yusra
- Yunita Prima

## Anclas anteriores
- Diaz Kaslina
- Elvira Khairunissa
- Alfito Deannova (Ex-ancla noticiosa Liputan 6 SCTV)
- Mascarana
- Panji Himawan
- Suli Kusumo
- Bonardo Aritonang
- Choky Sitohang
- Sutra Karmelia
- Tina Talisa
- Andrie Djarot
- Vierratale
- Grace Natalie
- Harya Digdaya
- Astrid Katherene
- Atika Sunarya

## Controversia
En tardío 2006, la estación estuvo implicada en una controversia con respecto a un chico de nueve años quién murió después de padecer daños mientras presuntamente intentando imitar el escenificó movimientos de intérpretes en WWE Noche de viernes SmackDown! La estación decidió estirar el espectáculo y todo otro WWE los programas que siguen protesta pública.
Autoridades, aun así, downplayed conexiones entre wrestling y la muerte del chico. El jefe del Bandung Delito y Unidad de Detective dichos en una rueda de prensa que había ninguna razón para creer que la muerte del niño tuvo cualquier cosa para hacer con mirar wrestling.

## Lista de directores gestores
| # | Nombre            | Posición inicial | Fin de plazo |
| - | ----------------- | ---------------- | ------------ |
| 1 | Usman Ja'Lejos    | 2002             | 2003         |
| 2 | Hasyim Sumiana    | 2003             | 2006         |
| 3 | Meidiana Latief   | 2006             | 2007         |
| 4 | Erick Thohir      | 2007             | 2010         |
| 5 | Ardiansyah Bakrie | 2010             | Para datar   |

## Eslóganes
- Saluran Penuh Nilai dan Makna (El Canal que es Lleno de Valor y Significado) (2002-2004)
- Pasti (Ciertamente) (2004-2006)
- Berani Beda (Osa para ser Diferente) (2006-2008)
- Terdepan Mengabarkan (Principal de Informar) (febrero 14, 2010 - Marcha 2, 2012)
- Memang Beda (Verdaderamente Diferente) (Marcha 2, 2012-presente)